# Tour de Bohemia 1975
Das Etappenrennen Tour de Bohemia 1975 führte vom 1. bis 6. Juli über sechs Etappen. Es war die 8. Austragung der Tour de Bohemia. Die Tour de Bohemia war Bestandteil des Rennkalenders der Association Internationale des Organisateurs de Courses Cyclistes (AIOCC) in der Union Cycliste International (UCI). Gesamtsieger wurde der tschechoslowakische Nationalfahrer Vlastimil Moravec.

## Teilnehmer
Am Start standen 120 Radrennfahrer aus der Bundesrepublik Deutschland, der DDR, der Sowjetunion, Polen, Dänemark, Ungarn, den Niederlanden, der Schweiz, Großbritannien, Schweden und der Tschechoslowakei mit zwei Auswahlmannschaften. In jeder Mannschaft starteten fünf Fahrer. Für die DDR wurden Wolfram Kühn, Joachim Müller, Dietmar Käbisch, Peter Lantzsch und Lothar Pfuhl nominiert, verantwortlicher Trainer war Klaus Ampler. Es starteten nur Amateure.

## Rennen
Veranstalter war der tschechoslowakische Radsportverband. Die Gesamtdistanz betrug 731 Kilometer, wobei es keinen Ruhetag gab. Das Rennen führte durch die Gegend rund um Nový Bor.

## Etappen
Die Rundfahrt führte über insgesamt sechs Etappen mit einem Einzelzeitfahren zu Beginn.
1. Etappe, 18 Kilometer: Sieger Tord Filipsson, Schweden
2. Etappe , 130 Kilometer: Sieger Vlastimil Moravec, Tschechoslowakei
3. Etappe, 149 Kilometer: Sieger Pavlicek, Tschechoslowakei
4. Etappe, 171 Kilometer: Sieger Svatopluk Henke, Tschechoslowakei
5. Etappe, 128 Kilometer: Sieger Milan Garstka, Tschechoslowakei
6. Etappe, 184 Kilometer: Sieger: Wolfram Kühn, DDR

## Gesamtwertungen

### Einzel (Gelbes Trikot)
Im Endklassement siegte Vlastimil Moravec. Er startete für die Nationalmannschaft der Gastgeber. Aus der DDR-Mannschaft wurde Joachim Müller 25. 
| Platz | Name              | Mannschaft       | Zeit       |
| ----- | ----------------- | ---------------- | ---------- |
| 1.    | Vlastimil Moravec | Tschechoslowakei | 17:58:50 h |
| 2.    | Petr Bucháček     | Tschechoslowakei | + 2:37 min |
| 3.    | Jiří Prchal       | Tschechoslowakei | + 4:42 min |
| 4.    | Tord Filipsson    | Schweden         | + 5:32 min |
| 5.    | Miroslav Sýkora   | Tschechoslowakei | + 6:06 min |
| 6.    | Rudolf Labus      | Tschechoslowakei | + 6:44 min |